# Helictopleurus fungicola
Helictopleurus fungicola là một loài bọ cánh cứng trong họ Bọ hung (Scarabaeidae).